# Li Ziqi
Li Ziqi (李子柒T, Lǐ ZǐqīP; Pingwu, 6 luglio 1990) è una blogger cinese che si occupa di cibo e vita di campagna, imprenditrice e celebrità di Internet.
È nota per la creazione di video sulla preparazione di alimenti e prodotti artigianali nella sua città natale di Pingwu, Mianyang, Sichuan, spesso a partire da ingredienti e strumenti di base che utilizzano tecniche tradizionali cinesi.

## Videografia
Li inizia a pubblicare i suoi video su Meipai nel 2015. Ha oltre 14 milioni di sottoscrizioni su YouTube, 22 milioni di follower su Sina Weibo, ispirando molti blogger a pubblicare contenuti simili.
A settembre 2019 ha ricevuto il People's Choice Award da parte del Quotidiano del Popolo. La CCTV ha dichiarato che "Senza una parola elogiativa verso la Cina, Li promuove la cultura cinese in modo positivo e racconta una bella storia di vita cinese".

## Vita privata
Li vive con sua nonna nelle campagne di Mianyang, nella provincia del Sichuan, nel sud-ovest della Cina. Rimasta orfana in tenera età, da giovane è vissuta in città, guadagnandosi da vivere lavorando come DJ. Quando suo nonno è morto, è tornata a prendersi cura della nonna. Facendo inizialmente tutta la fotografia e il montaggio da sola, mentre guadagnava popolarità ed esperienza, i suoi video online più recenti venivano prodotti usando un assistente personale e un videografo.

## Premi e riconoscimenti
- People's Choice Award, Quotidiano del Popolo (2019)